# Convención Internacional Underground de Pop
 La Convención Internacional Underground de Pop fue un festival de música en Olympia, Washington. La Convención de seis días concentró una serie de presentaciones en el Capitol Theater. Durante el 20 y 25 de agosto de 1991, un gran número de bandas independientes tocaron, se relacionaron y colaboraron en el Capitolio y en otros lugares dentro de la escena musical de Olympia. Una recopilación de música en vivo del evento fue lanzada por la discográfica local K Records.

## Orígenes
La convención fue organizada en su mayoría por el músico y fundador de K Records, Calvin Johnson. Johnson fue un participante activo en la escena musical local y además se presentó en el evento como parte del grupo Beat Happening. El concepto del festival creció por más eventos modestos de K Records como fiestas para bailar y barbacoas en Steamboat Island. Pocas personas esperaron que tuviera éxito o que alcanzara algún reconocimiento, como Johnson explicó : "Hacer algo como eso (la convención) era una idea muy atrevida. Difícilmente hemos vendido algunos discos, y nunca nadie le ha importado mucho lo que nosotros hacemos. Parecía como que sólo si aparecían los que hacían la música, entonces sería un éxito".

## Tema y estilo
El tema del festival se concentró en la independencia, autosuficiencia y la ética de Hágalo usted mismo (DIY ethic) de los artistas: toda la aventura manifestó una feroz resistencia al abuso de poder colectivo. Como lo describió la vocalista de Bratmobile, Allison Wolfe, "Todo el punto de lo que estábamos haciendo fue DIY, crea tu mismo, tomando el control de los términos de producción y creando algo nosotros mismos".
Estilísticamente, la convención parecía más una fiesta pública que una serie de conciertos comerciales. Como dijo Christine Pederson organizadora del festival y co-fundadora de K Records, "Fue una manera de combinar música, baile y diversión sin todo el asunto del pseudo-negocio... Tratamos de mantener las entradas lo más baratas posible, 35 dólares por los 5 días, solo lo suficiente para asegurarnos de que fueran pagadas las bandas y los lugares de los escenarios. Realmente fue muy comunitario... Mucha gente vino, no pagó y solo pasaron el rato. Y eso fue totalmente promovido; si querías estar ahí, eras parte de la comunidad".

## Eventos y participantes
Aproximadamente cincuenta bandas diferentes se presentaron en el escenario durante la Convención. Las presentaciones más visibles tuvieron lugar en el Capitol Theater pero otros sitios locales también participaron. Y muchos espectáculos surgieron en las discotiendas y otros lugares como presentaciones espontáneas. Entre los que tocaron estuvieron Fugazi; Bikini Kill; The Fastbacks; Built to Spill; Some Velvet Sidewalk; Melvins; Unwound; L7 y Shadowy Man in a Shadowy Planet. Además de las presentaciones musicales, la convención también alojó una variedad ecléctica de actividades de arte oscilando desde lecturas de poesía hasta bailes cakewalk e incluso un maratón de películas de El planeta de los simios.

### Noche de chicas
La primera noche del festival fue un conjunto de shows oficialmente titulado Love Rock Revolution Girl Style Now. Tocó una larga lista de bandas punk femeninas y bandas queercore incluyendo Bikini Kill, Bratmobile, Mecca Normal, Kicking Giant, Heavens to Betsy, 7 Year Bitch; y la anterior banda de Louis Maffeo "Courtney Love". El concepto de la noche de apertura fue diseñado y promovido por un grupo de voluntarios guiados por Maffeo, por la disc jockey de la emisora de radio KAOS, Michelle Noel, y por la empresaria local Margaret Doherty. El evento proporcionó un inicio energético para los procedimientos y alcanzó un estado casi legendario entre el riot grrrl volviéndose conocido simplemente como la "Noche de chicas".

## Serie de EPs y álbumes en vivo
La Convención heredó su nombre por una serie de 7 lanzamientos largos de EP lanzados por K Records y titulados International Pop Underground. Esta serie fue un foro para las bandas independientes exhibiendo a las favoritas de la zona de Olympia como The Softies, Chromatics, y Tiger Trap mientras que también incluyeron contribuciones musicales divergentes por The Make-Up, Built to Spill, The Rondelles, Thatcher on Acid, Thee Headcoats y muchos otros. La serie de EPs empezó en 1987 y continuó mucho después de la propia Convención, contando ahora con 130 ediciones diferentes. De éstas, K ha lanzado dos compilaciones separadas: International Hip Swing (1993) y Project Echo (1996).Una retrospectiva de música en vivo de la misma Convención fue lanzada por K Records en 1992. Producido por el ingeniero veterano de Olympia, Patrick Maley, el álbum International Pop Underground Convention, incluye presentaciones de 21 bandas participantes. La mayoría de la música fue capturada en vivo por el estudio de grabación YoYo situado dentro del Capitolio, mientras que algunas de las pistas fueron grabadas en dos de los sitios asociados a la Convención, el North Shore Surf Club y el Capital Lake Park.

## Legado
Mientras la banda estadounidense Nirvana estaba de gira, Kurt Cobain expresó su gran decepción por no poder asistir a la Convención donde muchas de las bandas desarrollaron nuevas relaciones de amistad y encontraron inspiraciones inesperadas. El show fue un terreno de prueba para muchos de los artistas nacientes de la época y les dio a algunos de ellos la primera aparición en escenario.
Slim Moon, quien ha fundado recientemente su propia discográfica, Kill Rock Stars, trajo copias de uno de sus más recientes discos, la compilación original Kill Rock Stars, con pistas de Bikini Kill y Bratmobile. Después del festival, el lanzamiento del CD fue revisado y expandido a un showcase de artistas de la Convención.
La Convención alcanzó un éxito respetable en su meta de "fortificar la decisión de la comunidad de su autosuficiencia". Desde entonces ha continuado influenciando la escena musical del Pacific Northwest, sirviendo de modelo para futuros festivales de música independiente como Ladyfest y YoYo A Go Go. Tuvo un efecto particular en el movimiento riot grrrl y ayudó a traerlo a la prominencia pública. Ha sido ampliamente considerado como un festival de valor musical excepcional e integridad artística, descrito por la revista SPIN como "el verdadero Woodstock de los 90's".